# Victoria Pendleton
Victoria Louise Pendleton (Stotfold, 24 september 1980) is een Britse baanwielrenner. Ze is zowel olympisch als wereldkampioen.

## Biografie

### Jonge jaren
Victoria Pendleton reed op haar negende haar eerste race op een grasbaan in Fordham. Op haar 13e toonde ze reeds haar talent als baanwielrenner. Drie jaar later werd ze ontdekt door de assistentcoach Marshal Thomas. Op dat moment wilde ze zich eerst concentreren op haar studie. Ze studeerde af aan de Fearnhill School in Letchworth, en studeerde vervolgens Sport and Exercise Science aan de Northumbria University. Tijdens haar studie reed ze al wel een paar wedstrijden, maar haar professionele carrière begon pas na haar studie.

### Carrière
Pendleton won een bronzen en drie zilveren medailles op de British National Track Championships in 2001. Ze was toen nog bezig met haar studie. In 2002 kwalificeerde ze zich voor het England Commonwealth Games-team, waarmee ze vierde werd bij de sprint. In 2004 werd ze 2e bij de wereldcup sprint.
Op de Olympische Zomerspelen 2004 werd ze zesde op de tijdrit voor vrouwen, en 9e op de 200 meter sprint.
Bij de wereldkampioenschappen van 2005 won Pendleton haar eerste gouden medaille met de sprintwedstrijd. Ze werd de derde Britse vrouw in 40 jaar die wereldkampioen werd op dit onderdeel.
Op de Wereldkampioenschappen baanwielrennen 2007 won ze goud voor het vrouwen-sprintteam met Shanaze Reade, het individuele goud voor sprint en een derde gouden medaille voor keirin. Aan het einde van het jaar werd ze uitgeroepen door de Sunday Times tot sportvrouw van het jaar. Daarmee was ze de eerste baanwielrenner, die deze titel won in het 20-jarig bestaan van de prijs. Pendleton werd ook door de Sports Journalists' Association of Great Britain uitgeroepen tot sportvrouw van het jaar.
In 2008 won ze tweemaal goud op de Wereldkampioenschappen baanwielrennen 2008, te weten voor de sprint en de teamsprint. Op de Olympische Zomerspelen 2008 won ze een gouden medaille voor individuele sprint voor vrouwen. Een teamsprint en een keirin voor vrouwen vonden op deze spelen niet plaats. Derhalve kon Pendleton niet proberen de prestatie van Chris Hoy, die alle drie deze onderdelen voor de mannen won, te evenaren.

## Na topsport
In 2021 deed Pendleton mee aan Dog House, een tv-programma waarbij mensen een hond zoeken bij een asiel. Ze vertelde hier dat ze tijdens de aanloop naar de Olympische Zomerspelen 2012 veel steun had aan haar twee dobermann honden, met de naam Stella en Mr. Jonty. Haar moeder hielp haar veel met deze honden die in 2020 beiden binnen drie maanden overleden. Naar aanleiding van deze ervaring besloten ze nu samen een hond te nemen. Ze kozen een Rhodesian ridgeback met de naam Leilo.
in Dog House vertelde Pendleton dat ze slecht om kon gaan met het stoppen met topsport. Ze kreeg een stevige depressie en scheidde van haar partner in een vechtscheiding.

## Palmares
| Jaar        | BK                                                     | EK                              | WK                                              | Overige |
| Als belofte | Als belofte                                            | Als belofte                     | Als belofte                                     | Als belofte |
| ----------- | ------------------------------------------------------ | ------------------------------- | ----------------------------------------------- | --- |
| 2001        |                                                        | 8e 500m tijdrit                 |                                                 | |
| 2002        |                                                        | 4e sprint                       |                                                 | |
| Als elite   |                                                        |                                 |                                                 | |
| 1999        | sprint · 5e 500m tijdrit                               |                                 |                                                 | |
| 2000        | sprint · 4e 500m tijdrit                               |                                 |                                                 | |
| 2001        | 500m tijdrit · puntenkoers · sprint · scratch          |                                 |                                                 | |
| 2002        | 500m tijdrit · sprint                                  |                                 | 13e sprint                                      | |
| 2003        | 500m tijdrit · keirin · scratch · sprint · puntenkoers |                                 | 4e sprint 7e 500m tijdrit                       | WB Sydney: · scratch · sprint                                                                                        |
| 2004        | 500m tijdrit · sprint · 5e scratch                     |                                 | 4e sprint 10e 500m tijdrit                      | WB Los Angeles: · keirin · WB Manchester: · sprint · 500m tijdrit · Olympische Spelen: · 6e 500m tijdrit · 9e sprint |
| 2005        | 500m tijdrit · keirin · scratch · sprint               |                                 | sprint · 5e 500m tijdrit · 10e keirin           | WB Manchester: · 500m tijdrit · sprint · WB Moskou: · sprint · WB Manchester: · sprint · 500m tijdrit · keirin       |
| 2006        | 500m tijdrit · keirin · scratch · sprint               |                                 | sprint · 4e 500m tijdrit · 13e keirin           | WB Moskou: · keirin · Gemenebestspelen: · sprint · 500m tijdrit                                                      |
| 2007        | 500m tijdrit · keirin · sprint                         |                                 | keirin · teamsprint · sprint                    | WB Sydney: · keirin                                                                                                  |
| 2008        | keirin · sprint                                        |                                 | sprint · teamsprint · keirin                    | WB Kopenhagen: · teamsprint · sprint · WB Manchester: · 500m tijdrit · keirin · sprint · Olympische Spelen: · sprint |
| 2009        | 500m tijdrit · keirin · sprint                         |                                 | sprint · teamsprint · 500m tijdrit · 11e keirin | WB Kopenhagen: · sprint · WB Manchester: sprint · 500m tijdrit                                                       |
| 2010        | 500m tijdrit · keirin · sprint                         | teamsprint · 5e keirin          | sprint · keirin · 4e teamsprint                 | WB Melbourne: · sprint · teamsprint · WB Cali: · keirin · teamsprint · sprint                                        |
| 2011        |                                                        | keirin · teamsprint · 8e sprint | teamsprint · sprint · 7e keirin                 | keirin · sprint |
| 2012        |                                                        |                                 | sprint · 4e teamsprint · 12e keirin             | WB Londen: · teamsprint · 4e sprint · 5e keirin · Olympische Spelen: · keirin · sprint · 8e teamsprint               |

- Gemeinsame Normdatei: 1035780569
- International Standard Name Identifier: 0000 0004 0895 3914
- Library of Congress Control Number: nb2013010435
- Virtual International Authority File: 301953155
- WorldCat: E39PBJjRWrctvMXtWHxbv7XWXd

2012: Victoria Pendleton · 
2016: Elis Ligtlee · 
2020: Shanne Braspennincx · 
2024: Ellesse Andrews
1988: Erika Salumäe ·
1992: Erika Salumäe ·
1996: Félicia Ballanger ·
2000: Félicia Ballanger ·
2004: Lori-Ann Muenzer ·
2008: Victoria Pendleton · 
2012: Anna Meares · 
2016: Kristina Vogel · 
2020: Kelsey Mitchell · 
2024: Ellesse Andrews